# Immortal (musikalbum)
Immortal är det dansk-amerikanska power/heavy metal-bandet Pyramazes tredje album. Det gavs ut i maj 2008.
Matt Barlow, som tidigare varit sångare i Iced Earth, anslöt sig i april 2007 till Pyramaze. Den 11 december samma år meddelade Jon Schaffer från Iced Earth att Barlow skulle återvända till bandet och tio dagar senare, 21 december, kom ett meddelande på Pyramazes hemsida från Barlow och Pyramazes grundare och gitarrist Michael Kammeyer. De beskrev att Barlow endast skulle medverka på det kommande albumet, för att sedan fokusera på Iced Earth. Samtidigt avslöjades albumets omslag. Den 13 mars 2008 släpptes låtlistan.

## Låtlista
1. "Arise" - 1:03
2. "Year of the Phoenix" - 4:57
3. "Ghost Light" - 6:09
4. "Touched by the Mara" - 5:54
5. "A Beautiful Death" - 4:28
6. "Legacy in a Rhyme" - 4:05
7. "Caramon's Poem" - 4:58
8. "The Highland" - 5:41
9. "Shadow of the Beast" - 6:04
10. "March through an Endless Rain" - 2:08

## Banduppsättning
- Matt Barlow - sång
- Michael Kammeyer - gitarr
- Toke Skjønnemand - gitarr
- Niels Kvist - bas
- Morten Gade Sørensen - trummor
- Jonah Weingarten - keyboard